# Vittorio Tamagnini
Vittorio Tamagnini (n. 28 octombrie 1910, Civitavecchia, Lazio, Regatul Italiei – d. 20 ianuarie 1981, Civitavecchia, Lazio, Italia) a fost un boxer ce a reprezentat Italia, medaliat olimpic. A participat la o ediție a Jocurilor Olimpice (1928) în care a câștigat o medalie de aur.

## Participări
Lista de mai jos prezintă principalele competiții la care a participat Vittorio Tamagnini de-a lungul carierei.
- boxing at the 1928 Summer Olympics – bantamweight[*]